# Kim Dong-young (actor)
Kim Dong-young (en hangul, 김동영; RR: Gim Dong-yeong; n. 1988-) es un actor surcoreano.

## Biografía
Estudió en el Baemyung High School (배명고등학교).

## Carrera
Es miembro de la agencia HODU&U Entertainment (호두앤유엔터테인먼트).
En marzo de 2017 se unió al elenco recurrente de la serie Tunnel, donde dio vida al oficial Jeon Sung-sik, un joven detective en 1986. Mientras que el actor Jo Hee-bong dio vida a Sung-sik de adulto en la actualidad.
En enero de 2018 se unió al elenco recurrente de la serie Return, donde interpretó a Kim Dong-bae, un joven detective que trabaja con el detective Dokgo Young (Lee Jin-wook), que busca exponer las corrupciones de la alta sociedad.
En marzo del mismo año se unió al elenco recurrente de la serie Children of a Lesser God, donde dio vida al asesino en serie Han Sang-goo.
En diciembre del mismo año se unió al elenco recurrente de la serie My Strange Hero, donde dio vida a Lee Kyung-hyun, el CEO de "Your Request" y el leal amigo de la infancia de Kang Bok-soo (Yoo Seung-ho).
En agosto de 2019 se unió al elenco recurrente de la serie The Great Show, donde interpretó a Ko Bong-joo, el gerente de la campaña del político Wi Dae-han (Song Seung-heon).
En julio de 2020 se unió al elenco recurrente de la serie Train, donde dio vida al oficial Kim Jin-woo, un detective y compañero de Seo Do-won (Yoon Shi-yoon).
En diciembre del mismo año se unió al elenco recurrente de la serie Run On, donde interpretó a Go Ye-joon, el amigo de Lee Young-hwa (Kang Tae-oh).
En febrero de 2021 se unió al elenco recurrente de la serie River Where the Moon Rises, donde dio vida a Sa Poong-gae, el amigo de On-dal (Na Jong-chan) e hijo de Sa Woon-am (Jung Wook), hasta el final de la serie el 20 de abril del mismo año

## Filmografía

### Series de televisión
| Año     | Título                            | Personaje                     | Notas                         | Ref.          |
| ------- | --------------------------------- | ----------------------------- | ----------------------------- | ------------- |
| 2008    | My Sweet Seoul (달콤한 나의 도시) | Kim Young-soo (de joven)      |                               |               |
| 2009    | My Too Perfect Sons               | Park Yong-chul                |                               |               |
| 2010    | Our Slightly Risque Relationship  | Miembro de MBS                | Drama Special                 |               |
| 2011    | White Christmas                   | Kim Jin-soo                   | Drama Special Series Season 1 |               |
| 2011    | The Thorn Birds                   | Park Han-soo (de joven)       |                               |               |
| 2016    | Drinking Solo                     | Kim Dong-young                |                               |               |
| 2017    | Tunnel                            | Det. Jeon Sung-sik (de joven) |                               |               |
| 2018    | Return                            | Det. Kim Dong-bae             |                               | [ 10 ]        |
| 2018    | Children of a Lesser God          | Han Sang-goo / Apollo         |                               |               |
| 2018    | Let's Eat 3                       | Bae Byung-sam                 |                               | [ 11 ] [ 12 ] |
| 2018-19 | My Strange Hero                   | Lee Kyung-hyun                |                               | [ 13 ] [ 14 ] |
| 2019    | The Great Show                    | Ko Bong-joo                   |                               |               |
| 2020    | Soul Mechanic (Fix You)           | Cha Dong-il                   | Aparición especial, ep. 1-4   | [ 15 ] [ 16 ] |
| 2020    | Train                             | Det. Kim Jin-woo              |                               |               |
| 2020    | Run On                            | Go Ye-joon                    |                               |               |
| 2021    | Penthouse: War In Life 2          | Detective                     | Aparición especial, ep. 11-12 |               |
| 2021    | River Where the Moon Rises        | Sa Poong-gae                  |                               |               |
| 2021    | D.P.                              | Choi Jun-mok                  | Aparición especial, ep. 2, 4  |               |
| 2022    | Jinx's Lover                      | Jefe Wang                     |                               | [ 17 ] [ 18 ] |

### Películas
| Año  | Título                          | Personaje                     | Notas                                                                               | Ref.          |
| ---- | ------------------------------- | ----------------------------- | ----------------------------------------------------------------------------------- | ------------- |
| 1998 | The Harmonium in My Memory      | -                             |                                                                                     |               |
| 2003 | Dance with the Wind             | -                             |                                                                                     |               |
| 2004 | Once Upon a Time in High School | Hyun-soo (de joven)           | junto a Kwon Sang-woo, Lee Jung-jin, Han Ga-in y Kim In-kwon                        |               |
| 2004 | Springtime                      | Yong-seok                     |                                                                                     |               |
| 2005 | Bravo, My Life                  | Chul-ho                       | junto a Moon So-ri, Lee Jae-eung, Yoon Jin-seo y Jung Da-bin                        |               |
| 2006 | Lost in Love                    | Estudiante en el club de remo |                                                                                     |               |
| 2006 | Bewitching Attraction           | Jong-doo                      |                                                                                     |               |
| 2006 | One Shining Day: "Good-Bye"     | Jong-hwan                     |                                                                                     |               |
| 2006 | Family Ties                     | Cliente regular               |                                                                                     |               |
| 2006 | The City of Violence            | Jang Pil-ho                   | junto a Kim Shi-hoo, On Joo-wan, Jung Woo y Park Young-seo                          |               |
| 2006 | Heart Is...                     | Empleado del restaurante      | junto a Yoo Seung-ho, Kim Hyang-gi, Ahn Kil-kang y Jung Min-ah                      |               |
| 2011 | Glove                           | Jo Jang-hyuk                  |                                                                                     |               |
| 2011 | Boy                             | Chang-geun                    | junto a Yeon Joon-seok, Lee Seung-yeon, Ahn Nae-sang, Ahn Jae-hong y Ryu Hyun-kyung |               |
| 2011 | Punch                           | Hyuk-joo                      | junto a Yoo Ah-in, Kim Yoon-seok, Park Soo-young y Kim Young-jae                    |               |
| 2014 | A Hard Day                      | Det. Do Hee-chul              | junto a Lee Sun-kyun, Cho Jin-woong, Shin Jung-geun, Jung Man-sik y Shin Dong-mi    |               |
| 2014 | Mad Sad Bad - "Ghost"           | Yang A-ri                     |                                                                                     |               |
| 2016 | Musudan                         | Sgt. Noh Il-kwon              | junto a Lee Ji-ah, Kim Min-joon, Do Ji-han, Oh Jong-hyuk y Park Yu-hwan             |               |
| 2016 | The Last Ride                   | Nam-joon                      |                                                                                     |               |
| 2016 | The Age of Shadows              | Heo Chul-joo                  | junto a Song Kang-ho, Gong Yoo, Han Ji-min, Uhm Tae-goo y Shin Sung-rok             |               |
| 2017 | Yongsoon                        | Bbak-gyu                      | junto a Lee Soo-kyung, Choi Deok-moon y Choi Yeo-jin                                |               |
| 2017 | Room No.7                       | Han-wook                      | junto a Shin Ha-kyun, D.O., Jeon Seok-ho, Park Soo-young y Kim Jong-goo             | [ 19 ]        |
| 2017 | The Battleship Island           | Jugador                       | junto a Hwang Jung-min, So Ji-sub, Lee Jung-hyun y Kim Won-hae                      |               |
| 2018 | Believer                        | Manko                         | junto a Cho Jin-woong, Ryu Jun-yeol y Kim Joo-hyuk                                  | [ 20 ] [ 21 ] |
| 2019 | Mal-Mo-E: The Secret Mission    | Kim Duk-jin (de adulto)       | junto a Yoo Hae-jin, Yoon Kye-sang, Jo Hyun-do y Yoo Jae-myung                      |               |
| 2019 | Homme Fatale                    | Dong-joo                      |                                                                                     |               |
| 2019 | El sospechoso número 12         | Park In-seong                 | junto a Kim Sang-kyung, Heo Sung-tae, Park Sun-young y Jang Won-young               | [ 22 ]        |
| 2022 | The Boys                        | Kwon Chang-ho                 | junto a Sol Kyung-gu, Yoo Jun-sang, Jin Kyung y Yeom Hye-ran                        | [ 23 ]        |
| 2023 | Creyente 2                      | Manko                         | junto a Cho Jin-woong, Cha Seung-won y Han Hyo-joo                                  | [ 24 ] [ 25 ] |

### Programas de variedades
| Año  | Título                 | Notas             |
| ---- | ---------------------- | ----------------- |
| 2018 | Movie Room (방구석1열) | ep. #3 - invitado |